# Rabaçal (Penela)
Rabaçal era una freguesia portuguesa del municipio de Penela, distrito de Coímbra.

## Historia
Fue suprimida el 28 de enero de 2013, en aplicación de una resolución de la Asamblea de la República portuguesa promulgada el 16 de enero de 2013 al unirse con las freguesias de Santa Eufémia y São Miguel, formando la nueva freguesia de São Miguel, Santa Eufémia e Rabaçal.